# أكسلور
أكسلور (بالإنجليزية: Axlor) هو موقع أثري لعصور ما قبل التاريخ في قرية ديما في بيسكاي في منطقة إقليم الباسك في إسبانيا ، ويرجع تاريخه إلى العصر الحجري القديم الأوسط أو العصر الموستيري .

## الحفريات
هو مدخل كهف قديم مملوء بالطين من إندوسي كارست . اكتشف عالم الآثار خوسيه ميغيل باراندياران الموقع وأدار الحفريات الأولى من عام 1967 حتى عام 1974. تم نشر نتائج هذه الأعمال في عام 1980 ، لاحظ باراندياران وجود 9 طبقات مختلفة في الموقع ، 5 منها تحتوي على مصنوعات حجرية موستيرية ، درس خوسيه ماريا باساب 5 أسنان من إنسان نياندرتال صغير وجد في الموقع ، تعرف خيسوس ألتونا على بقايا حيوانات في الموقع ، بينما درس بالديون لاحقًا الأدوات الحجرية التي كانت هناك. صنع إنسان نياندرتال من أكسلور أدوات حجرية باستخدام صوان من أماكن بعيدة (بين 30 و 60 كيلومترًا من الموقع). كما تم عمل كل طبقة حجرية مختلفة بتقنيات مختلفة ، وذلك باستخدام تلك الأنظمة الأكثر ملاءمة لحجمها وكثافتها وحبوبها وصلابتها.